# Saint-Sauveur-Gouvernet
Saint-Sauveur-Gouvernet település Franciaországban, Drôme megyében. Lakosainak száma 185 fő (2022. január 1.). Saint-Sauveur-Gouvernet Bellecombe-Tarendol, Bésignan, Lemps, Montferrand-la-Fare, Le Poët-Sigillat, Saint-Auban-sur-l’Ouvèze, Sainte-Euphémie-sur-Ouvèze és Vercoiran községekkel határos.

## Népesség
A település népessége az elmúlt években az alábbi módon változott:
| Lakosok száma | 176  | 151  | 161  | 205  | 184  | 184  | 182  | 180  | 178  | 185  |
|               | 1968 | 1982 | 1990 | 2006 | 2013 | 2015 | 2017 | 2019 | 2020 | 2022 |